# Mohawkit

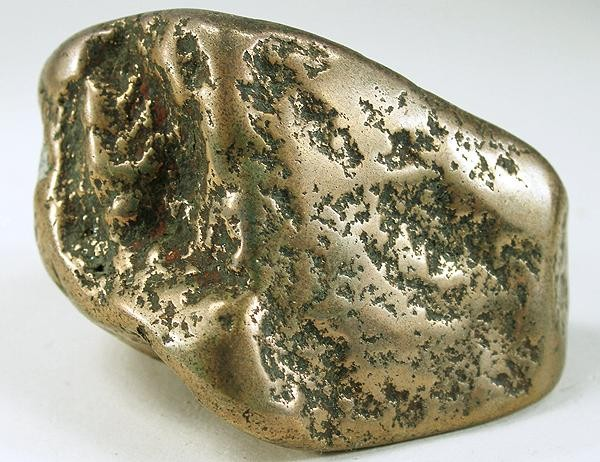
Mohawkit

Mohawkit ist die Bezeichnung für ein sehr selten vorkommendes, messinggelbes Mineralgemenge aus Algodonit, Domeykit und arsenreichem Kupfer.
Erstmals gefunden wurde Mohawkit in der „Mohawk Mine“ im Keweenaw County, Michigan, USA. Beschrieben wurde es 1971 durch P. B. Moore, der es nach seiner Typlokalität benannte.
Mohawkit konnte bisher außer an seiner Typlokalität nur noch in Calumet im Houghton County (Michigan) gefunden werden.

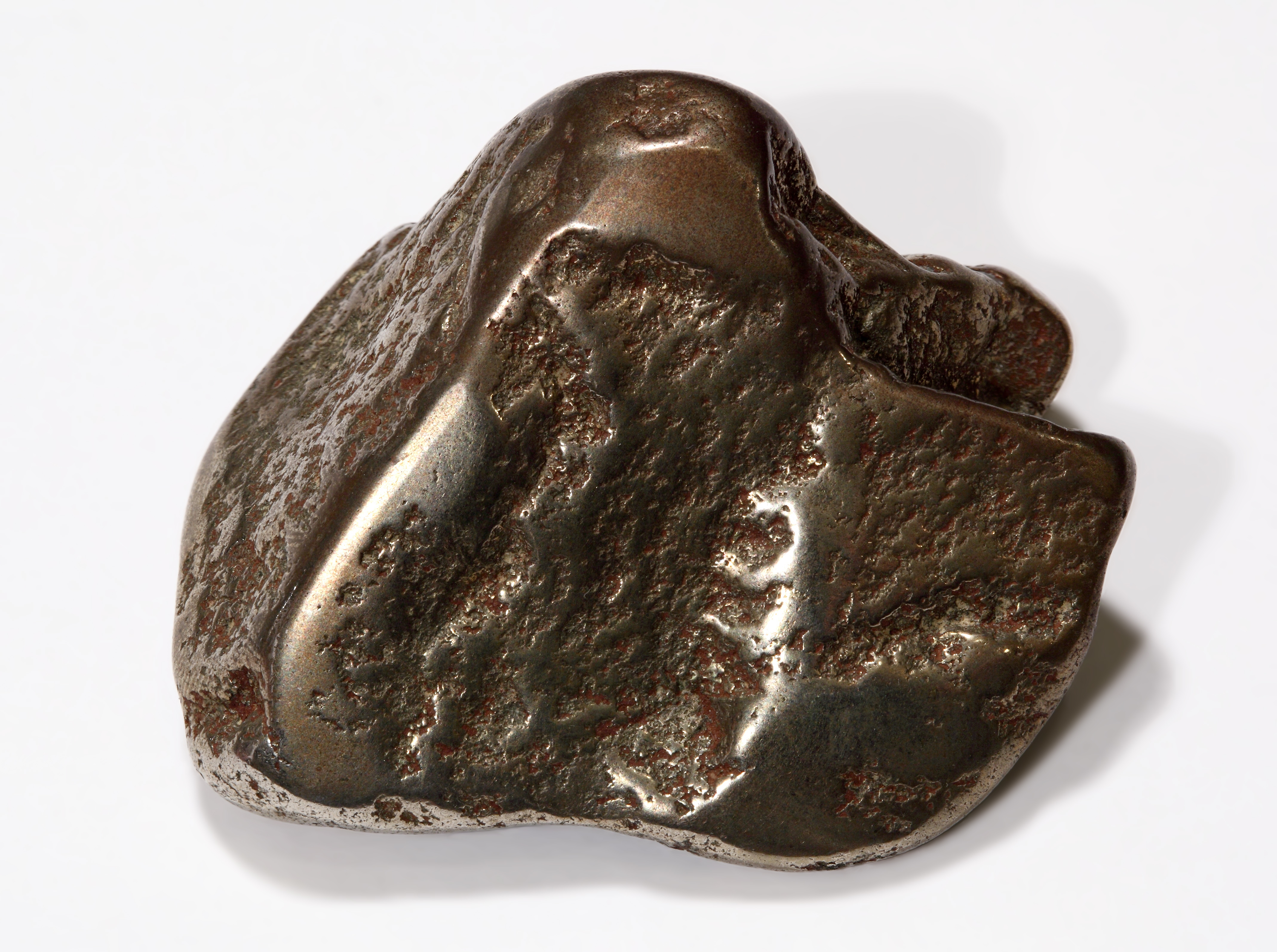
Mohawkit, längere zeit der Luft ausgesetzt.
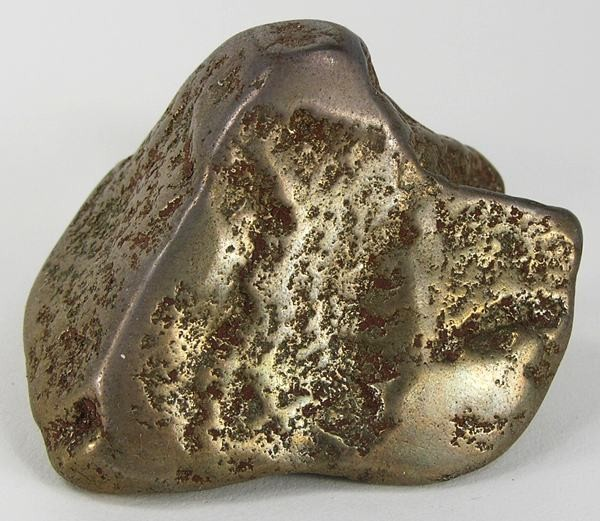
Mohawkit, frisch getrommelt.